# Dik Wolfson
Dirk Jacob (Dik) Wolfson (Voorburg, 22 juni 1933 – Rotterdam, 16 maart 2025) was een Nederlands econoom, hoogleraar, politicus en bestuurder.

## Loopbaan
Wolfson studeerde economie aan de Universiteit van Amsterdam. Daar was hij tevens voorzitter van de ASVA. Hij was zes jaar werkzaam bij het IMF en vijf jaar op het ministerie van Financiën. In 1975 werd Wolfson hoogleraar openbare financiën aan de Erasmus Universiteit Rotterdam. Van 1986 tot 1990 was hij rector van het International Institute of Social Studies (ISS) in Den Haag. Hierna was hij tot 1998 lid van de Wetenschappelijke Raad voor het Regeringsbeleid (WRR). Tussen 1993 en 1998 was hij tevens deeltijd-hoogleraar economie aan de Erasmus Universiteit. Wolfson, lid van de PvdA, was tussen 1999 en 2003 lid van de Eerste Kamer.
Hij zat in verschillende staatscommissies en was kroonlid van de Sociaal-Economische Raad (SER). Binnen de PvdA was hij vormgever van het sociaaleconomisch beleid van de partij begin jaren 1990. Hij zat in de raad van commissarissen van onder andere ABN en Delta Lloyd en was koninklijk commissaris bij De Nederlandsche Bank (DNB). In 1989 werd hij lid van de Koninklijke Nederlandse Akademie van Wetenschappen.
- Bibsys: 90926832
- Bibliothèque nationale de France: cb12798250j (data)
- Gemeinsame Normdatei: 170012026
- International Standard Name Identifier: 0000 0000 3069 3478
- Library of Congress Control Number: n86844120
- Nationale Bibliotheek van Israël: 987007364836005171
- Nederlandse Thesaurus van Auteursnamen: 069730121
- Parlement.com: vg09llkt0uz8
- Réseau des bibliothèques de Suisse occidentale: 02-A011976608
- Système universitaire de documentation: 079350380
- Virtual International Authority File: 26102634
- WorldCat: E39PBJwXcVFrkMJTMxTwWbHwG3